# Ouissiga
Ouissiga est une commune rurale située dans le département d'Arbollé de la province du Passoré dans la région Nord au Burkina Faso.

## Géographie
Ouissiga est situé à environ 17 km à l'est d'Arbollé, le chef-lieu du département, et à 6 km au nord de Natenga (dans le département voisin de Niou) et de la route nationale 2 allant vers le nord-ouest du pays. Le village est à environ 40 km à l'est de Yako.

## Santé et éducation
Ouissiga accueille un centre de santé et de promotion sociale (CSPS) tandis que le centre médical avec antenne chirurgicale (CMA) de la province se trouve à Yako.